# Ysa Ferrer
Pour les articles homonymes, voir Ferrer.
Yasmina Abdi, dite Ysa Ferrer, est une chanteuse, actrice, auteur et compositrice française née le 4 juin 1972 à Oran, en Algérie.

## Biographie
Née à Oran d'un père d'origine égyptienne et d'une mère savoyarde, Ysa Ferrer n'a que deux ans lorsqu’elle arrive en France, à Chambéry, avec ses parents et son frère ainé. À un très jeune âge, elle s'intéresse au chant et occupe son temps libre entre chorales et radio-crochets. À dix-huit ans, le bac en poche, elle décide de tenter sa chance à Paris.
En 1992, Ysa décroche le rôle de Nadia dans la série Seconde B diffusée sur France 2. Au bout de deux ans, elle décide de quitter la série. Parallèlement, Ysa travaille sur ses premières chansons. Elle joue aussi dans une autre série (moins connue du grand public) en 1994, Fruits et légumes, où elle interprète la sœur de Gad Elmaleh.
En 1995, après avoir démarché les maisons de disques avec ses maquettes, elle signe chez Polydor et son premier album D'essences naturelles voit le jour. Trois singles en seront extraits dont 109 en 95 qui bénéficiera d'une promotion TV et d'un clip chorégraphié par Mia Frye.
Mes rêves, qui la fait connaître du grand public, est enregistré en 1997 à Londres, sous la houlette des Rapino Brothers (collaborateurs réguliers de Kylie Minogue) : le single se classe 19 ème au Top 50 français. S'ensuit son deuxième album Kamikaze qui correspond au style musical d'Ysa Ferrer : un mélange de pop et musique électronique.
Le single suivant, Les Yeux dans les yeux, sort début 1998 et connaît un succès relatif car le clip réalisé par Julien Seri est jugé trop violent par les chaînes télévisées (la première version est d'ailleurs censurée). En août 1999, Ysa Ferrer sort une reprise personnelle de Flash in the Night du groupe Secret Service. Le single est enregistré en Suède et produit par Tim Norell (auteur de la version originale de 1981) et Ulf Wahlberg.
En 2000, Ysa Ferrer quitte Polydor pour EMI. La collaboration est de courte durée puisqu'en raison d'un changement de directeur artistique au sein de la major, la sortie du titre Mourir pour elles est annulée. Il est envoyé à un nombre restreint de radios.
Après avoir pris un peu de recul et donné naissance à une petite fille prénommée Nova-Louna en mars 2001, Ysa Ferrer signe en 2002 chez East-West. S'ensuit Made in Japan qui sort le 30 juin 2003 en maxi vinyl ainsi qu'en maxi CD. Aucune promotion n'est faite pour le titre et le clip initialement prévu est annulé à la suite du renvoi de l'équipe ayant travaillé sur le développement du single.
Le 30 juin 2004, sort en Suède le single Ederlezi, produit par Richi M. Cette reprise de la chanson phare du film Le Temps des Gitans, composée par Goran Bregović, était déjà présente sur l'album Kamikaze dans une autre version. Ce titre entre dans le top 20 en Suède et se classe également en Allemagne et en Russie.
En 2006, peu après la naissance de son second enfant, Orian Ben Taylor, Ysa Ferrer décide de monter sa société de production, Lovarium Production, en vue de réaliser son troisième album. En 2007 elle joue dans le moyen métrage King size et travaille également avec une équipe londonienne sur son nouvel opus.
En avril 2008, le single Made in Japan trouve un second souffle en Russie où il atteint la 17e place des diffusions radio. En France, To bi or not to bi, le premier extrait de son nouvel album Imaginaire pur, reste classé 12 semaines au top single. En Russie, la radio Europa Plus reçoit Ysa Ferrer lors de son show annuel à Saint-Pétersbourg le 12 juillet 2008 : elle se produit devant près de 40 000 personnes.
Le single On fait l'amour, sorti le 22 septembre 2008, entre directement à la 38e place du Top Singles. L'album Imaginaire pur sort le 29 septembre en France et le 15 décembre en téléchargement en Russie. En Russie, l'album se classe directement no 2 du top la première semaine sur le site Muz.ru, qui détient la vente de l'album en téléchargement légal. Côté scène, Ysa Ferrer donne deux concerts les 7 et 8 novembre 2008 à La Nouvelle Ève à Paris : ces deux shows, qui affichent complet, lui permettent de montrer ses talents de showgirl. La réalisation de l'habillage vidéo des écrans sur scène est confiée à Alain Escalle, notamment connu comme créateur des effets visuels des shows de Mylène Farmer.
Le 19 janvier 2009, Sens interdit, troisième extrait de l'album Imaginaire pur, est commercialisé en single. Le titre réalise la deuxième meilleure entrée au Top Singles la semaine de sa sortie en se classant à la 37e place et il restera classé 17 semaines. Le 5 juin 2009, Ysa Ferrer est l'une des invités d'honneur (avec Katy Perry) des Muz TV Music Awards à Moscou (équivalent russe des Victoires de la musique) où elle interprète l'un de ses titres devant un parterre de 40 000 spectateurs et plusieurs dizaines de millions de téléspectateurs.
Après avoir rempli le Bataclan le 27 juin 2009, elle sort un DVD live de ses concerts à La Nouvelle Ève et un nouveau titre, Last Zoom, qui est accompagné d'un clip réalisé par Slam et de remixes produits par le Dave Audé, DJ ayant déjà remixé Lady Gaga et Madonna, qui signe ainsi ses premiers remixes pour un artiste français.
Fin 2009, la chanteuse commence à travailler sur son quatrième album. La production du premier single, French Kiss, est confiée au remixeur new-yorkais Chew Fu (en), collaborateur régulier de Lady Gaga et Rihanna. Il sort dans les bacs le 25 juin 2010. Le même jour est annoncé le quatrième album, Ultra Ferrer, à paraître le 27 septembre 2010.
Le 16 octobre 2010, Ysa Ferrer se produit dans la mythique salle de Bobino à Paris avec son Paradoxal Show. Le 22 novembre 2010, la chanteuse dévoile son nouveau clip, Hands up, deuxième extrait de l'album Ultra Ferrer. Réalisé par le graphiste et motion-designer Thierry Manjard, le clip est marqué par l'apparition amicale du célèbre blogueur américain Perez Hilton.
Le 6 avril 2011, est dévoilé le clip de Je vois réalisé par Fabrice Begotti, 3e extrait de l'album Ultra Ferrer, tourné dans le désert près de Marrakech. Les supports de ce single sont commercialisés le 20 juin 2011. En juin 2011, Ysa Ferrer entame sa première tournée française. L’exploitation de l'album se termine avec la sortie du single Pom Pom Girl le 23 janvier 2012.
Le 4 juin 2014, Ysa Ferrer fait son retour sur le devant de la scène avec Pop, single traitant de l'ABCD de l'égalité (filles-garçons) et évoquant également l'histoire de l'enfant suédois Pop qui a été élevé sans genre imposé. Son cinquième album Sanguine paraît le 27 octobre 2014 mais sa promotion est entachée par une polémique relayée par les médias : la chanteuse Shy'm se serait fortement inspirée de l'univers visuel d'Ysa.
Le 10 janvier 2015, Ysa Ferrer effectue son retour sur scène à La Cigale dans un contexte particulier puisque, trois jours avant, avait lieu l'attentat contre Charlie Hebdo. Le concert est toutefois maintenu et les fans sont au rendez-vous. Le film du concert sera projeté en exclusivité au cinéma lors de la 21e édition du festival Chéries-Chéris.
Le 21 juin 2016 est dévoilé le clip de God Save The Queen, qui est un véritable court métrage de près de 9 minutes, librement inspiré de la vie de la princesse Lady Diana.

## Discographie
Ysa Ferrer est l’interprète de 6 albums studio, 2 compilation, 3 EP, 2 albums live et a publié 29 singles.

### Albums studio
| 1995 | D'essences naturelles | —   | —  | — |
| 1998 | Kamikaze              | 75  | —  | — |
| 2008 | Imaginaire pur        | 173 | 31 | 2 |
| 2010 | Ultra Ferrer          | —   | 25 | — |
| 2014 | Sanguine              | —   | 61 | — |
| 2019 | XYZ                   | —   | —  | — |

### Compilations
| 2012 | Nu intégral                    | — | — | — |
| 2024 | Le Nec plus Ultra d’Ysa Ferrer | — | — | — |

### Albums live
| 2011 | Ultra Live    | — | — | — |
| 2015 | Sanguine Live | — | — | — |

### EPs
| 2018 | X | — | — | — |
| 2018 | Y | — | — | — |
| 2019 | Z | — | — | — |

### Singles
| Année | Single                     | Classements          | Classements | Classements          | Classements         | Album                          |
| Année | Single                     | Drapeau de la France | Airplay     | Drapeau de l'Ukraine | Drapeau de la Suède | Album                          |
| ----- | -------------------------- | -------------------- | ----------- | -------------------- | ------------------- | ------------------------------ |
| 1995  | À coups de Typ-Ex          | —                    | —           | —                    | —                   | D'essences naturelles          |
| 1996  | 109 en 95                  | —                    | —           | —                    | —                   | D'essences naturelles          |
| 1996  | Ne me chasse pas           | —                    | —           | —                    | —                   | D'essences naturelles          |
| 1997  | Mes rêves                  | 19                   | —           | —                    | —                   | Kamikaze                       |
| 1998  | Les Yeux dans les yeux     | 59                   | —           | —                    | —                   | Kamikaze                       |
| 1998  | Tu sais, I Know            | —                    | —           | —                    | —                   | Kamikaze                       |
| 1999  | Flash In the Night         | 61                   | —           | —                    | —                   | Kamikaze                       |
| 2000  | Mourir pour elles          | —                    | —           | —                    | —                   | Kamikaze                       |
| 2003  | Made in Japan              | —                    | 17          | 38                   | —                   | Imaginaire pur                 |
| 2004  | Ederlezi (feat. Richi M)   | —                    | —           | —                    | 20                  | -                              |
| 2008  | to bi or not to bi         | 44                   | 147         | —                    | —                   | Imaginaire pur                 |
| 2008  | On fait l'amour            | 38                   | 141         | —                    | —                   | Imaginaire pur                 |
| 2009  | Sens interdit              | 37                   | 239         | —                    | —                   | Imaginaire pur                 |
| 2009  | Last Zoom                  | 48                   | 240         | —                    | —                   | Imaginaire pur                 |
| 2010  | French Kiss                | 53                   | 57          | —                    | —                   | Ultra Ferrer                   |
| 2011  | Hands Up                   | —                    | 137         | —                    | —                   | Ultra Ferrer                   |
| 2011  | Je vois                    | 43                   | —           | —                    | —                   | Ultra Ferrer                   |
| 2011  | Brille                     | —                    | —           | —                    | —                   | -                              |
| 2012  | Pom Pom Girl               | —                    | 224         | —                    | —                   | Ultra Ferrer                   |
| 2014  | Pop                        | —                    | 237         | —                    | —                   | Sanguine                       |
| 2014  | Folle de vouloir continuer | —                    | —           | —                    | —                   | Sanguine                       |
| 2015  | God Save the Queen         | —                    | 184         | —                    | —                   | Sanguine                       |
| 2015  | D’un peu / No Time to Cook | —                    | 199         | —                    | —                   | Sanguine                       |
| 2018  | Née sous X                 | —                    | —           | —                    | —                   | XYZ                            |
| 2019  | Follow Me                  | —                    | —           | —                    | —                   | XYZ                            |
| 2020  | Je sortirai grandie        | —                    | —           | —                    | —                   | XYZ                            |
| 2021  | To The World               | —                    | —           | —                    | —                   | XYZ                            |
| 2023  | Let You Go (duo avec Nyls) | —                    | —           | —                    | —                   | -                              |
| 2024  | Souviens-toi               | —                    | —           | —                    | —                   | Le Nec plus Ultra d’Ysa Ferrer |

### Participations
- 1993 : Seconde B (chansons originales de la série télévisée)
- 1999 : Extension du domaine de la lutte (bande originale du film)
- 2004 : Richi M (sv) (Singularity)
- 2007 : Xavier Jamaux (bande originale du téléfilm Carmen)

### DVD
- 2009 : À la Nouvelle Ève (live)
- 2011 : Ultra Live à Bobin'o (live)
- 2016 : Live à La Cigale (live)

## Concerts et tournées
| Année(s)  | Nom             | Dates | Album soutenu  |
| --------- | --------------- | ----- | -------------- |
| 2008-2009 | Imaginaire Tour | 4     | Imaginaire pur |
| 2010-2011 | Paradoxal Show  | 5     | Ultra Ferrer   |
| 2015      | Sanguine Live   | 1     | Sanguine       |

### Imaginaire Tour(2008 - 2009)
Pour son tout premier spectacle, Ysa Ferrer a donné deux représentations les 7 et 8 novembre 2008 dans la salle de la Nouvelle Eve, à Paris. Pour ces shows, qui affichaient complet (600 spectateurs au total), la Kosmic Girl a fait appel à Alain Escalle (créateur de l’imagerie des shows de Mylène Farmer) pour l'habillage vidéo du concert. L'ultime date de son Imaginaire Tour a eu lieu le 27 juin 2009 au Bataclan.
- 06 novembre 2008 - Paris, La Nouvelle Ève (concert privé)
- 07 novembre 2008 - Paris, La Nouvelle Ève
- 08 novembre 2008 - Paris, La Nouvelle Ève
- 27 juin 2009 - Paris, Bataclan

### Paradoxal Show/Ultra Tour(2010 - 2011)
Pour lancer son quatrième album, Ysa Ferrer présente à Bobino à Paris un show inédit autour du thème du rêve et intitulé Paradoxal Show. Il sera filmé les 15 et 16 octobre pour le DVD.
- 15 octobre 2010 - Paris, Bobino (concert privé)
- 16 octobre 2010 - Paris, Bobino
- 04 juin 2011 - Lille, Le Splendid
- 07 juin 2011 - Lyon, Ninkasi Kao
- 25 juin 2011 - Paris, L'Alhambra

### Sanguine Live(2015)
Le 10 janvier 2015, Ysa Ferrer donne un concert à La Cigale à Paris pour présenter son album Sanguine. Le concert est enregistré et l'album Sanguine Live sort le 20 avril 2015. Pour la sortie du DVD, Lovarium Production a recours au financement participatif sur Ulule, qui dépasse son objectif en quelques jours pour arriver à 167%.

## Filmographie
Sauf indication contraire, les informations mentionnées dans cette section peuvent être confirmées par les bases de données cinématographiques IMDb et Allociné,  présentes dans la section « Liens externes ».

### Télévision
- 1993 - 1994 : Seconde B (série télévisée) : Nadia (104 épisodes)
- 1994 : Fruits et légumes (série télévisée) : Zouzou (26 épisodes)
- 2008 : On m'a volé mon adolescence (téléfilm de la collection C'est votre histoire) d'Alain Guiraudie : Aline

### Cinéma
- 1992 : L.627 de Bertrand Tavernier : la concierge
- 2007 : King Size (moyen métrage) de Patrick Maurin : Sophie

### Doublage
- 2001 : Charmed (série télévisée) : Brooke (Elisabeth Harnois)
- 2007 - 2010 : Chuck (série télévisée) : Anna Wu (Julia Ling)
- 2009 - 2010 : Skins (série télévisée) : Karen Mclair (Klariza Clayton)
- 2009 : Dragonball Evolution (film) de James Wong : Chi Chi (Jamie Chung)
- 2012 : L'Homme aux poings de fer (film) de RZA : Lady Soie (Jamie Chung)

## Théâtre
- 2017 : On fait l'amour comme on tue, mis en scène par Oscar Sisto au Théâtre Jamel Comedy Club : Jessica